# Алфа Ромео ђулијета (940)
Алфа Ромео ђулијета (итал. Alfa Romeo Giulietta) је аутомобил који је производила италијанска фабрика аутомобила Алфа Ромео од 2010. до септембра 2020. године.